# Christoph Metzelder
Christoph Tobias Metzelder (n. 5 noiembrie 1980, Haltern am See, Republica Federală Germania, Germania) este un fundaș central german retras din activitate, care a jucat la Borussia Dortmund și FC Schalke 04 în Bundesliga.